# Плате, Йохен
Йохен Плате (нем. Jochen Plate; род. 2 июня 1963, Морсбах, Северный Рейн-Вестфалия) — немецкий дзюдоист, чемпион и призёр чемпионатов ФРГ, призёр чемпионатов Европы и мира. Выступал в тяжёлой (свыше 95 кг) и абсолютной весовых категориях. В 1986 году стал чемпионом ФРГ, ещё четырежды становился серебряным призёром чемпионатов страны, и дважды — бронзовым. В 1987 году стал бронзовым призёром чемпионатов Европы и мира.